# Phragmatobia neptunus
Phragmatobia neptunus är en fjärilsart som beskrevs av Bang-haas 1927. Phragmatobia neptunus ingår i släktet Phragmatobia och familjen björnspinnare. Inga underarter finns listade i Catalogue of Life.